# Villa Domínico
Villa Domínico är en ort i Argentina.   Den ligger i provinsen Buenos Aires, i den centrala delen av landet, i huvudstaden Buenos Aires. Villa Domínico ligger 6 meter över havet och antalet invånare är 60 165.
Terrängen runt Villa Domínico är mycket platt. Havet är nära Villa Domínico åt nordost. Runt Villa Domínico är det mycket tätbefolkat, med 2 261 invånare per kvadratkilometer.. Närmaste större samhälle är Buenos Aires, 10,0 km nordväst om Villa Domínico.
Runt Villa Domínico är det i huvudsak tätbebyggt.